# Birkir Már Sævarsson
Birkir Már Sævarsson, född 11 november 1984 i Reykjavik, är en isländsk fotbollsspelare som spelar för Nacka FC. Han har tidigare spelat för Valur, Brann och Hammarby IF. Han har även representerat Islands landslag.

## Karriär
I december 2014 skrev han på ett treårskontrakt för Hammarby IF. Birkir har under sin karriär och i Isländska landslaget till stor del spelat högerback, men spelade under sin tid i Hammarby även som mittback.
Inför säsongen 2018 återvände Sævarsson till Island och skrev på ett treårskontrakt med Valur som vann isländska ligan 2017 och därmed stod inför kvalspel till Champions League 2018. Han återförenades i laget med sin yngre bror Aron Elí Sævarsson, född 1997.
Inför säsongen 2025 återvände Sævarsson till Sverige och skrev på för division 2-klubben Nacka FC.